# Mariusz Pawełek
Mariusz Pawełek (Lubomia, 17 maart 1981) is een Pools doelman in het betaald voetbal. Hij verruilde in 2014 Çaykur Rizespor voor Śląsk Wrocław. Pawełek debuteerde in 2006 in het Pools voetbalelftal.

## Erelijst
Wisła Kraków
- Ekstraklasa

2007/08, 2008/09, 2010/11